# Alexander van Spaen

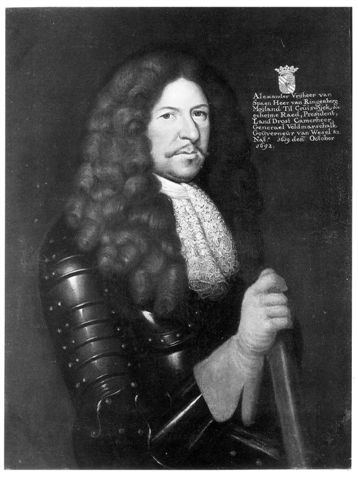

Alexander van Spaen (Kranenburg, 14 januari 1619 - Kleef, 23 oktober 1692) was een Duits militair en gezant.
Alexander van Spaen Van Ringelburg, lid van de familie Van Spaen, werd op het landgoed van zijn ouders, Gut Kreuzfurth, geboren als zoon van grootgrondbezitter Wolter Spaen en Agnes Schimmelpenninck van der Oye. In Duitsland heet hij met zijn eretitel: Alexander Freiherr von Spaen. 
Een deel van zijn opvoeding genoot hij aan het hof in Den Haag. Hij werd page van de prins van Oranje.
Van Spaen bezat onder andere kasteel Biljoen en het kasteel Nederhagen.

## Militair
Hij werd luitenant van een Hollands garderegiment in de compagnie van Henri de La Tour d’Auvergne, vicomte de Turenne.
In 1651 werd hij bevelhebber van een regiment der cavalerie. In 1654 was het hem gelukt Dietrich Karl zu Wylich-Winnenthal gevangen te nemen, waarna hij hem naar Spandau bracht. In 1655 vocht hij in Pruisen en Warschau waarna hij in 1656 weer terugkeerde. Hij werd onder meer drost van het hertogdom Kleef.
Op 27 mei 1657 werd hij door Frederik Willem, keurvorst van Brandenburg aangesteld tot commandant van Kalkar en al spoedig tot generaal-majoor. Op 25 mei 1661 werd hij in de adelstand verheven en kreeg hij de titel Freiherr voor hem en zijn nakomelingen.
Van 1672-1679 nam hij deel aan de veldslagen tegen Zweden en Frankrijk. In de oorlog van Zweden tegen Brandenburg was hij in 1675 commandant van de Brandenburgse troepen tijdens de inname van Bremen.
Hij was ook betrokken bij het beleg van Wesel, Werl, Anklam en Stettin. In 1675 werd hij gouverneur van Wesel en werd hij gepromoveerd tot luitenant-generaal der cavalerie. In 1679 werd hij landdrost van Kleef.
In 1689 werd hij als Brandenburgs gezant naar het Engelse hof gestuurd. In 1690 werd hij bevelhebber van de Keur-Brandenburgse troepen, op 12 maart 1690 werd hij generaal-veldmaarschalk en tot 1691 was hij betrokken bij het beleg van Bonn en de slag bij Fleurus.

## Slot Moyland
Van 1662-1695 was de familie van Spaen eigenaar van Slot Moyland. In 1695 verkocht zijn oudste zoon het slot aan Frederik III, de keurvorst van Brandenburg. In 1766 werd het slot door diens erfgenamen verkocht aan de familie Steengracht.

## Nazaten
Van Spaen was drie keer getrouwd en had in totaal twaalf kinderen uit de eerste twee huwelijken, zijn laatste bleef kinderloos.
James Boswell wist te vermelden dat van Spaens' kleinzoon in 1730 betrokken was bij een geplande vlucht van Frederik II van Pruisen naar Engeland. Toen het plan uitkwam wist Jacob Keith te ontsnappen. Alexander Sweder des H.R.Rijksvrijheer van Spaen (1703-1768), heer van Ringenberg enz., slikte een bezwarend briefje in en Hermann von Katte werd als enige veroordeeld en onthoofd.